# Six of One (novela)
Six of One es una novela de 1978 de la escritora estadounidense Rita Mae Brown. Es el primero de la serie de libros Runnymede sobre un pequeño pueblo en la línea Mason-Dixon y sus, a veces, excéntricos residentes. También es el primero de la trilogía Hunsenmeir, un subconjunto de la serie Runnymede, que se centra en las ancianas hermanas Hunsenmeir. Según Brown, los personajes de las hermanas están basados en su propia madre y tía, que "sí tienden a dominar de alguna manera", y el pueblo se inspira en su propio lugar de nacimiento, sobre el que dice: "Es realmente interesante tener un pie en el norte y un pie en el sur".

## Sinopsis
Six of One está ambientado en Runnymede, una ciudad de Maryland que se extiende a ambos lados de la línea Mason-Dixon. La narración avanza y retrocede en el tiempo, siguiendo a un colorido elenco de personajes. Nickel (Nicole), una mujer bisexual de treinta y cinco años, es la narradora en primera persona. Su madre adoptiva, Juts (Julia Ellen), y su tía Wheezie (Louise) Hunsenmeir han estado bromeando y reconciliándose desde que eran niñas en 1908, en la primera parte de la historia. En 1980, la parte contemporánea de la novela, las hermanas tienen más de 70 años y todavía tienen la misma relación. La mayoría de los personajes son mujeres, cada una con sus propias propensiones exageradas: Celeste Chalfonte asesina al magnate de armas local por principios y comparte a su amante Ramelle con su hermano. Cora, la sirvienta y amiga de Celeste, analfabeta, sencilla y trabajadora, es la madre de las pendencieras hermanas Hunsenmeir. Fannie Jump Creighton convierte su hogar aristocrático en un bar clandestino durante la prohibición, para sobrevivir a la Gran Depresión. Los acontecimiento, tanto menores como históricos, se tratan con un humor ligero, con solo un ocasional tono más serio.

## Personajes
- Nicole "Nickel" Smith: narradora en primera persona, una joven escritora bisexual que ha regresado a su ciudad natal para descubrir cuál será su próximo paso en la vida. Juts es su madre adoptiva.
- Louise "Wheezie" y Julia "Juts" Hunsenmeir: hermanas audazmente excéntricas. Wheezie y Juts pasan toda su vida en Runnymede, profundamente dedicadas la una a la otra, aunque se pelean constantemente y se guardan rencor.
- Celeste Chalfonte: testaruda y aristocrática, Celeste es la ingeniosa heredera intelectual lesbiana que vive con su hermosa y joven amante Ramelle en su mansión de la colina.
- Cora Hunsenmeir: Madre de Wheezie y Juts, y amiga de toda la vida y sirvienta de Celeste.
- Fannie Jump Creighton: Bella sureña muy sexual y amante del alcohol, que dirige un bar clandestino en su casa.
- Ramelle Bowman: pareja estable de Celeste. Tiene un hijo con el hermano de Celeste, Curtis.

## La serie Runnymede
- Six of One (1978), Harper & Row
- Bingo (1988), Bantam
- Loose Lips (1999), Bantam
- The Sand Castle (2008), Grove/Atlantic
- Cakewalk (2016), Bantam

## Acogida
Susanna Rodell, en Crimson Review de la Universidad de Harvard, escribe que "Six of one es un intento de construir una historia feminista ficticia del siglo XX en Estados Unidos, a través de la vida de las mujeres que viven en un pequeño pueblo de Maryland". Encuentra el libro "divertido", con diálogos que son "ricos y atrevidos, a menudo deliciosos". Rodell encuentra el estilo de la novela "desigual", pero solo en un nivel "esencialmente cosmético".
Amanda Bearse, que escribe para The Advocate, calificó Six of One como "una lectura fácil y deliciosa". En The Washington Post Book World, Cynthia McDonald elogió el libro porque "La visión de la mujer que normalmente hemos obtenido de las mujeres novelistas es de dolor y lucha o de dolor y pasividad; rara vez es alegre y apasionada, y casi nunca divertida. Y el humor que había ha sido del tipo de comediante judío neoyorquino que sufre y se desprecia a sí mismo. Six of One de Rita Mae Brown es alegre, apasionada y divertida. ¡Qué placer!".

## Premios
Brown recibió subvenciones del National Endowment for the Arts y el Massachusetts Arts Council para publicar Six of One.